# Café com leite cósmico

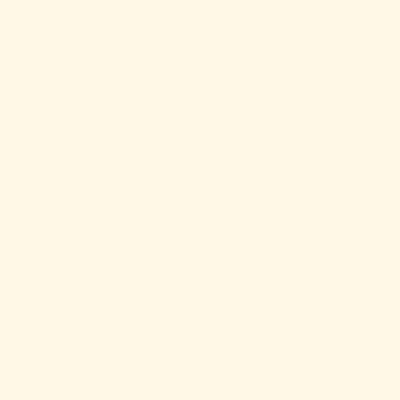
Café com leite cósmico, a cor média do universo.

Café com leite cósmico (do inglês ''Cosmic Latte'') foi o nome atribuído, por uma equipa de astrónomos da Universidade de Johns Hopkins, à cor média do universo. Resultou do estudo de mais de 200,000 galáxias. Esta cor situa-se entre o bege e o branco e tem o valor hexadecimal RGB #FFF8E7.

## A descoberta da cor
A descoberta da "cor do universo" não foi o foco principal do estudo, cujo objectivo era realizar uma análise espectral de diferentes galáxias para estudar a formação de estrelas. Como as linhas de Fraunhofer, as linhas apresentadas no estudo espectral de Glazebrook e Baldry diferenciam a idade de estrelas e permitem determinar a idade de diferentes galáxias e sistemas estrelares. O estudo revelou que a esmagadora maioria das estrelas formaram-se à cerca de 5 biliões de anos. Uma vez que estas estrelas teriam sido mais "brilhantes" no passado, a cor do universo tem-se alterado ao longo do tempo, passando de azul para vermelho à medida que as estrelas mudam para amarelo e, eventualmente, gigantes vermelhas.